# Andrè Gomes (Beachvolleyballspieler)
Andrè Faria Gomes (* 18. November 1970) ist ein ehemaliger brasilianischer Beachvolleyballspieler. Er wurde einmal brasilianischer Meister.

## Karriere
Seine ersten FIVB-Turniere bestritt der Sportler seit Februar 1994 mit Alemão Loss. In den folgenden Spielzeiten gewannen die beiden Silber in Marbella und Bronze in Marseille. In Clearwater erreichten sie ein weiteres Mal die Vorschlussrunde. Insgesamt vier Mal wurden sie Fünfte, je zwei Mal erkämpften sie als Siebte und als Neunte weitere Platzierungen im Vorderfeld der World Tour. Höhepunkt ihrer Zusammenarbeit war jedoch das Event in ihrem Heimatland in Rio de Janeiro, als sie zum Abschluss der Beachserie 1994/95 den späteren Olympiasieger und dreifachen Weltmeister Emanuel Rego mit seinem damaligen Partner Zé Marco sowie die zweifachen Toursieger Roberto Lopes / Franco Neto auf die Plätze zwei und drei verwiesen. 1996 war Andrè noch drei Mal mit Fred Souza und je einmal mit Rego sowie Eduardo Garrido bei der wichtigsten Turnierserie im Sand aktiv. Bestes Resultat war der dritte Platz mit Emanuel in Jakarta.
Im nächsten Jahr startete Gomes nur noch bei der US-amerikanischen AVP Tour. Obwohl er erfolgreiche Partner wie Dan Vrebalovich, Ricci Luyties und Leif Hanson sowie weitere hochrangige US-amerikanische Beachvolleyballspieler bei insgesamt sechzehn Wettbewerben an seiner Seite hatte, gelang nur ein einziger Achtelfinaleinzug mit Luyties in Dallas. Diese Bilanz wurde auch nicht verbessert durch die letzten drei gemeinsamen Auftritten von Gomes und Loss. 1998 entschieden sich Emanuel und Andrè zur Zusammenarbeit. Sie gewannen die San Antonio Open und wurden Dritte beim Event in Tucson. Weitere Bronzemedaillen erkämpfte Gomes mit Bill Boullianne in Corpus Christi und mit Garrido in Cincinnati. Anschließend beendete Andrè Gomes seine Karriere. 2020 und 2021 arbeitete er noch als Volunteer Assistant Coach an der University of California, Irvine.

## Sonstiges
Der brasilianische Athlet beendete 1993 sein Studium an der Universität von Alvorada mit dem Bachelor in Informatik.